# Velika Ludina
Velika Ludina falu és község Horvátországban, Sziszek-Monoszló megyében.

## Fekvése
Sziszek városától légvonalban 22, közúton 32 km-re északkeletre fekszik. A község területe két jól elkülönülő részből áll. Az északi részt dombvidék és a Monoszlói-hegység lejtői alkotják, melyet váltakozó erdők és mezőgazdasági területek borítanak. A falvak a völgyekben fekszenek, így a táj nagyrészt megőrizte eredeti formáját. A déli részt a Szávamenti síkság képezi, melyet nyugatról a Csázma, délről a Lónya folyók határolnak. Ezen a területen csak egy falu, Okoli található. A Monoszlói-hegységen és a Szávamenti-síkságon közlekedési és infrastrukturális folyosó húzódik, melyet a D4-es autópálya, vasútvonal és a 3124-es út, valamint gáz-, kőolaj- és vízvezetékek alkotnak.

## A község települései
Közigazgatásilag Gornja Vlahinićka, Grabričina, Grabrov Potok, Katoličko Selišće, Kompator, Ludinica, Mala Ludina, Mustafina Klada, Okoli,  Ruškovica, Velika Ludina és Vidrenjak települések tartoznak hozzá.

## Története
A község területén már a 13. században is létezetek települések. A Kopčić-hegy és a Dabčeva Kosa között állt Košutgrad („Cosuchak”) vára. A várat és a vár alatti település templomát 1334-ben említik, mint a csázmai főesperességhez tartozó építményt. A vár alatti település a Podgrađe, magyarul „Warallya” nevet viselte. Kézművesek, kereskedők lakták, akiknek a ház mellett üzleteik is voltak. Ugyancsak 1334-ben említik Monoszló (Moslavina) Szent Mártonnak szentelt plébániatemplomát. Monoszló ekkor már sűrűn lakott település volt. A 14. század végén monoszlói Csupor István fia Iván volt a birtokosa. Csupor II. Demeter 1442 és 1465 között zágrábi püspök volt. Az ő idejében épült Podgrađe Szűz Máriának szentelt temploma és ferences kolostora. A kolostor birtokai közé tartozott a mai Kompator falu is. A Monoszlói-hegység területén állt Jelengrad (magyarul Szarvaskő) vára is, melyet a 13. században építettek, bár csak monoszlói Csupor Györgynek a monoszlói pálosoknak írt adománylevelében 1460-ban szerepel először „Zarwaskw” alakban. A vár a Csupor család birtokainak központja volt.
1493-ban Podgrađét II. Ulászló király Erdődy Bakócz Tamásnak adta. A 15. században már gyakran érte török támadás azt a vidéket, melynek ekkor már Erdődy II. Péter volt a birtokosa. A 16. században a térséget rövid időre elfoglalta a török és váraiban török őrség volt. A község falvainak fejlődése Mária Terézia uralkodása idején gyorsult fel. A 18. század közepére Velika Ludina már községközpont volt. 1773-ban az első katonai felmérés térképén „Dorf Velika Ludina” alakban szerepel. Az osztrák-magyar kiegyezést követően, különösen Khuen-Héderváry Károly bánsága idején kísérlet történt a horvát nyelv és kultúra háttérbe szorítására. Sok idegen népelem, főleg csehek telepedtek meg a község területén, akik egy hektár ottani föld áráért itt 12 hektárt is kaphattak. A legnagyobb számban Katoličko Selišće és Ludina területén telepedtek le, ahol művelődési központjuk és iskolájuk is volt. 1900 körül az akkori Monoszló területén élő lakosságnak már csak mintegy 60%-as volt horvát nemzetiségű. 1903-ban a horvátok Ludinán magyarellenes tüntetést szerveztek, melynek során megsemmisítették a magyar címereket és feliratokat és a „Horvátország a horvátoké” felírást tették a helyükre.
Velika Ludinának 1857-ben 282, 1910-ben 634 lakosa volt. Belovár-Kőrös vármegye Kutenyai járásához tartozott. 1918-ban az új szerb-horvát-szlovén állam, majd később Jugoszlávia része lett. A második világháború idején a Független Horvát Állam része volt. A háború után a béke időszaka köszöntött a településre, enyhült a szegénység és sok ember talált munkát a közeli városokban. A falu 1991. június 25-én a független Horvátország része lett. 1993-ban Sziszek-Monoszló megyén belül megalakult Velika Ludina község. 2011-ben 751 lakosa volt.

## Népesség
| Lakosság változása | Lakosság változása | Lakosság változása | Lakosság változása | Lakosság változása | Lakosság változása | Lakosság változása | Lakosság változása | Lakosság változása | Lakosság változása | Lakosság változása | Lakosság változása | Lakosság változása | Lakosság változása | Lakosság változása | Lakosság változása |
| ------------------ | ------------------ | ------------------ | ------------------ | ------------------ | ------------------ | ------------------ | ------------------ | ------------------ | ------------------ | ------------------ | ------------------ | ------------------ | ------------------ | ------------------ | ------------------ |
| 1857               | 1869               | 1880               | 1890               | 1900               | 1910               | 1921               | 1931               | 1948               | 1953               | 1961               | 1971               | 1981               | 1991               | 2001               | 2011               |
| 282                | 297                | 397                | 417                | 500                | 634                | 712                | 700                | 695                | 711                | 705                | 614                | 586                | 689                | 724                | 751                |

## Nevezetességei
- A ludinai Mihály arkangyal templomot[4] 1715-ben a csázmai főesperesség vizitációjában említik először. 1721-ben a gróf Erdődy György kegyurasága alatt újraalapított ludinai plébánia központja lett. A zágrábi érsekség irattárában található 1729-es feljegyzésből kitűnik, hogy az akkori templom teljesen fából épült és három oltára volt. Rossz állapota miatt 1737-ben új, barokk templom építésébe kezdtek, melynek építése 1746-ra fejeződött be a harangtorony felépítésével.
- Ünővár várának maradványa[5] Mustafina Kladáról egy makadámúton közelíthető meg. A várat valószínűleg a 13. században építették, első írásos említése 1334-ben történt („castro Cosuchak” alakban), amikor már a vár alatti település templomát is említik. Makár ispán leszármazottaié, majd a Csupor családé, később az Erdődyeké volt. A 16. században a török háborúkban pusztult el és már nem építették újjá. Romjai a Podgradska-patak forrása feletti 270 méteres magaslaton találhatók. A vár ovális alaprajzú volt, mély árok és töltés övezte. Mára csak a kőfalak maradványai láthatók belőle. a vár alatti települést is árok övezte, melyen keresztül felvonóhídon lehetett a várba jutni. A vár közelében ferences kolostor maradványai is találhatók.
- A Gornja Jelenska és Katoličko Selišće közötti útról egy erdei úton majd egy onnan vezető erdei ösvényen közelíthető meg, Jelengrad, azaz Szarvaskő vára. Bár a várat a 13. században építették, írásos forrás Csupor György adománylevele csak 1460-ban említi először „Zarwaskw” alakban. A Csupor család birtoka volt, majd kihalásuk után 1493-ban II. Ulászló király Erdődy Bakócz Tamásnak adta. Ezután az Erdődyeké volt, de 1545-ben elfoglalta a török. Ezután elhagyatva pusztulásnak indult. Régészeti feltárása 2012-ben kezdődött, ekkor tisztították meg a területet a buja növényzettől. Az elnyújtott téglalap alaprajzú maradványok a Jelenska-patak felett, egy nyugat-keleti irányú hosszúkás platón találhatók. A falak ma is több méter magasan állnak.

## Kultúra
- Velika Ludinán működik a KUD „Mijo Stuparić" kulturális és művészeti egyesület, melynek névadója Mijo Stuparić parasztpárti képviselő és író. Az egyesületet 1994. december 1-jén alapították 4 szekcióval és összesen 84 taggal. Első fellépésük 1995 húsvétján volt a helyi közösségi házban. Őrzik és ápolják a monoszlói népdalokat, néptáncokat, népviseletet. Az egyesület ma öt szekcióban mintegy száz tagot számlál.
- A településen könyvtár és olvasóterem működik.
- A község fúvószenekara több mint 120 éve fennáll.

## Sport
- A „Sokol” Velika Ludina labdarúgóklubot 1936-ban még „Omladinac” néven alapították.
- „Šaran” sporthorgászklub.
- Kézilabdaklub.